# Solanum marginatum
Solanum marginatum es una especie de la familia Solanaceae. Nativa de Yibuti, Eritrea y Etiopía, pero que se ha introducido en América y Oceanía. Es conocida como bola de oro. Sus frutos son tóxicos ya que en ellos se han encontrado esteroles y glucoalcalides. 

## Descripción
Es un arbusto, con espinas rígidas y rectas de hasta 1.5 cm de largo, su tamaño oscila entre los 1.8 m de alto. Su tallo es estriado y esta cubierto por abundantes pelos ramificados. Hojas alternas, más o menos ovadas, de hasta 25 cm de largo, sobre pecíolos gruesos de 5 cm de largo, con el ápice redondeado, margen blanco, ondulado y algo lobado, verde y casi sin pelos en la cara superior y con abundantes pelos largos, suaves y blancos en la cara inferior.
Flores en pequeños grupos ubicados en ramillas laterales. Los ejes de las inflorescencias tienen pelos ramificados. Sus flores las caracteriza un cáliz acampanado y terminado en 5 lóbulos triangulares, cubiertos con abundantes pelos ramificados y en una de las flores de cada inflorescencia se presentan además algunas espinas cortas; la corola blanca o blanquecina, anchamente acampanada está dividida en 5 lóbulos anchos, redondeados y terminados en una pequeña punta, con pelos por la cara exterior; con 5 estambres y grandes anteras rodeando el estilo.
Fruto colgante, carnoso, globoso, hasta de 5 cm de diámetro, amarillento al madurar, sin pelos. Semillas numerosas, algo aplanadas. Las semillas sobreviven 5 años y germinan en primavera y verano.

## Fitopatología
Puede hospedar al de nematodo de la papa Globodera pallida y Globodera rostochiensis. Así mismo, esta planta es huésped del virus del bronceado del tomate que produce una gran variedad de daños, incluyendo una gama de clorosis, necrosis, retraso en el crecimiento y enaciones en todas las partes de la planta, afecta a la lechuga, tomate y pimiento.